# Akira Rabelais
Vincent Akira Rabelais Carté est un compositeur, poète, programmeur de logiciels et artiste multimédia expérimental américain. Il est surtout connu pour son disque de 2004 sur Samadhi Sound, Spellewauerynsherde, ainsi que pour son logiciel de traitement audio expérimental Argeïphontes Lyre, et ses œuvres inspirées du réalisme magique.

## Origine familiale et études
Né dans le Sud du Texas, il affirme être, par une de ses grand-mères, un descendant direct de François Rabelais.

Akira Rabelais est titulaire d'un Master obtenu au California Institute of the Arts sous la direction de Morton Subotnick et de Tom Erbe.

## Carrière
Rabelais a commencé sa carrière sur le label Ritornell. En 2004, David Sylvian l'a signé sur son label Samadhi Sound, où est sorti son disque le plus célèbre Spellewauerynsherde, acclamé par la critique. Le disque aurait échantillonné des chansons de lamentations traditionnelles islandaises a cappella.Ce disque a été réédité pour la première fois sur plusieurs éditions vinyle par Boomkat Editions en 2017.
En 2005, il a participé à la manipulation de bandes de « Bath » de Björk, sur la bande originale de Drawing Restraint 9 de Matthew Barney.
Rabelais a utilisé son propre logiciel expérimental de traitement audio électroacoustique, Argeïphontes Lyre, sur plusieurs de ses disques. Ce logiciel se distingue par sa présentation complexe, souvent déroutante, qui intègre des éléments multimédias. Des artistes tels que Terre Thaemlitz, Biosphere et Scanner ont également utilisé ce logiciel dans leur travail.
En février 2019, Rabelais a sorti cxvi (Boomkat Editions), un album « en préparation » qui présente des collaborations avec Ben Frost, Stephan Mathieu, Kassel Jaeger, Biosphere, Mélanie Skriabine et Harold Budd, entre autres. Il est décrit comme son chef-d'œuvre et présente des influences de la musique ancienne, de l'ASMR, de la musique classique, de la conception sonore et du shoegaze.

## Discographie
Albums studios
- Elongated Pentagonal Pyramid (1999, Ritornell)
- Eisoptrophobia (2001, Ritornell)
- ... Bénédiction, Fraw. (2003, Ortholorng Musork)
- Spellewauerynsherde (2004, Samadhi Sound )
- A.M. Station (2005, En/Of)
- Hollywood (2008, Carte scolaire)
- Caduceus (2010, Samadhi Sound)
- The Little Glass (2015, auto-publié)
- cxvi (2019, Éditions Boomkat)
- Context in the Moment (2020, éditions Boomkat)
- À la recherche du temps perdu (2021, auto-édité)
- 図書館 (2021, auto-édité)